# Béke Színház
A Béke Színház Budapesten, a Dózsa György út 31. szám alatt állt. A Városligeti Színház egykori helyén, a későbbi Józsefvárosi Színház épületében nyílt meg 1946. április 20-án. Igazgatója Föld Aurél és Komjáthy Károly volt. Műsorát eleinte nagyoperettek (pl. Cigánybáró, Mézeskalács), majd a belvárosi színházak sikeres vígjátékainak új színpadi változatai (Francia szobalány, Tombol az erény, Szabotál a gólya, A meztelen lány) alkották. Tíz nagysikerű bemutató után, amelyekben olyan jó nevű színészek léptek színre, mint Dajka Margit, Greguss Zoltán, Tolnay Klári, Lukács Margit és Sennyei Vera, bezárt. Az utolsó bemutatója 1946. október 12-én volt: Meller Rózsi komolyabb színművét vitték színre, ami nem talált értő fülekre a közönség soraiban. A Béke Színház mindössze néhány hónapig vegetált. Bezárása után öt évig üresen tátongott az épület, a főváros házi kezelésbe vette, majd a Városliget rendezése során, 1952-ben lebontatta.